# Església de Gagra
L'església de Gagra, també coneguda com a Abaata (en georgià: გაგრის ეკლესია), és una església cristiana de l'edat mitjana a Gagra, a Abkhàzia, Geòrgia. És una de les esglésies més antigues d'Abkhàzia, una senzilla basílica de tres naus construïda en el segle vi i reconstruïda el 1902. L'església de Gagra està inscrita en la llista de Monuments Culturals destacats de Geòrgia.

## Descripció

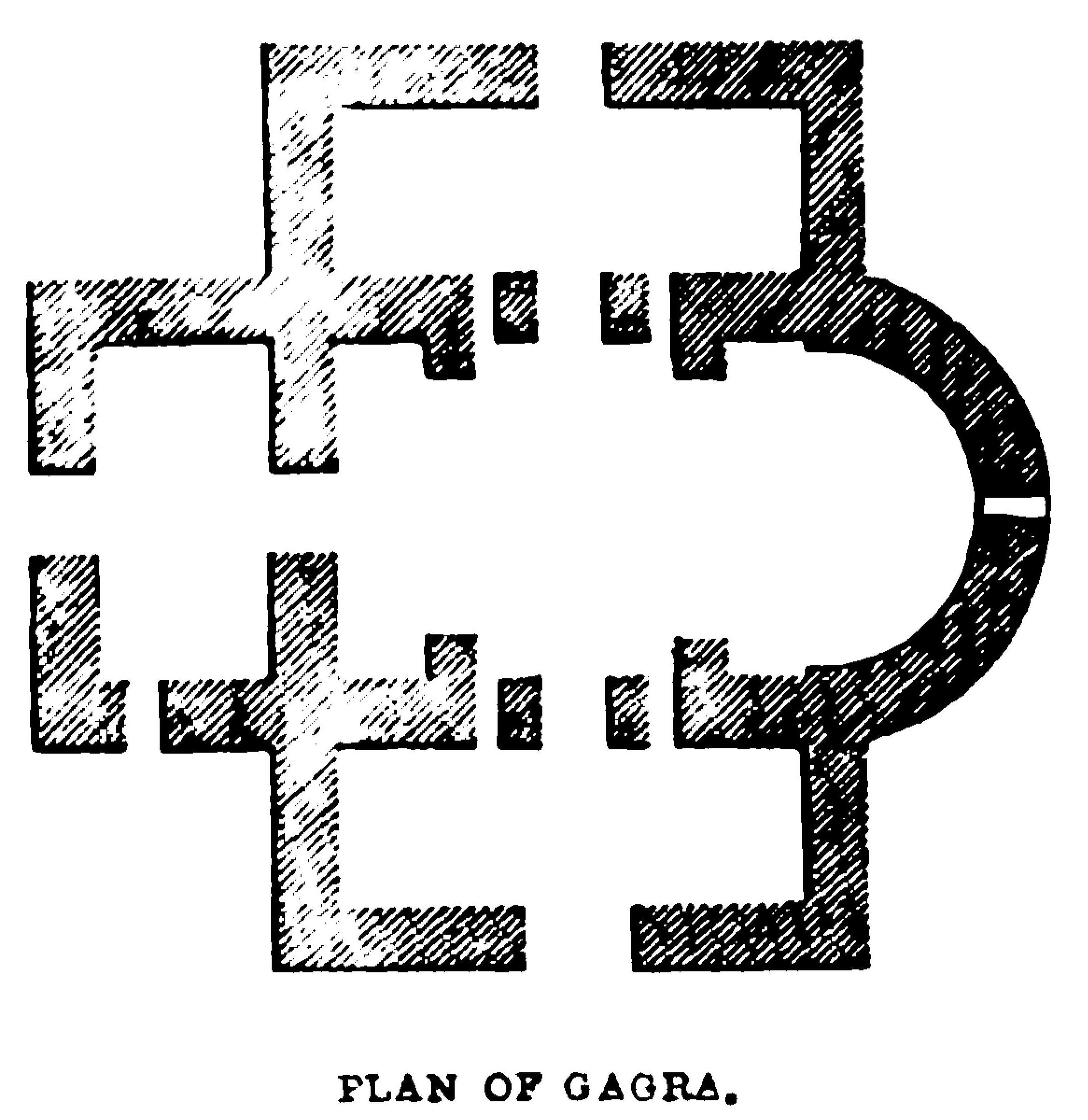
Antic plànol de l'església de Gagra. (1850)

L'església de Gagra es troba al territori d'una fortalesa contemporània coneguda com a Abaata, ara completament en ruïnes. L'església està construïda amb blocs de pedra picada. L'entrada principal és pel nàrtex de l'oest. Consta de tres naus que es troben connectades entre si per portes. La nau principal s'il·lumina a través de tres finestres al mur sud, una finestra al mur oest, i una altra a l'altar; les parets no tenen decoració. A la façana occidental es pot veure la creu de Bolnis en un cercle, similar a la que exhibeix la catedral de Svetitskhoveli, que és un tret distintiu de l'arquitectura georgiana.

## Història
Va ser completament reconstruïda el 1902 a instàncies de la princesa Eugènia Maximilianovna de Leuchtenberg, esposa del duc Alexander Petrovich d'Oldenburg, un membre de la família imperial russa, que va convertir Gagra en un balneari. El 9 de gener de 1903 l'edifici de l'església va ser consagrat com l'«església de Sant Hipati». Al mateix temps, l'antiga fortalesa d'Abaata va ser demolida per aplanar el camí a la construcció d'un hotel. A l'era soviètica, l'edifici de l'església va ser utilitzat com un museu d'armes antigues. L'edifici va tornar a renovar-se el 2007 i es va restaurat per a ús del culte cristià ortodox el 2012.